# كاري غوفي
كاري غوفي (بالإنجليزية: Cary Guffey)‏ مواليد 10 مايو 1972 في دوغلاسفيل، هو ممثل أمريكي بدأ مسيرته الفنية سنة 1977.

## الأعمال
- لقاءات قريبة من النوع الثالث
- الشمال والجنوب (1985)

## روابط خارجية
- كاري غوفي على موقع IMDb (الإنجليزية)
- كاري غوفي على موقع ألو سيني (الفرنسية)
- كاري غوفي على موقع أول موفي (الإنجليزية)
- كاري غوفي على موقع قاعدة بيانات الأفلام السويدية (السويدية)
- كاري غوفي على موقع قاعدة بيانات الفيلم (الإنجليزية)
- كاري غوفي على موقع كينوبويسك (الروسية)